# 松下亜吉
松下 亜吉（まつした あきち、1982年2月3日 - ）は、日本のイラストレーター、デザイナー、ライター。東京都出身。
独自のブランドとデザインセンスで職種を切り替えイラストレーターデザイナーとして、活動をしている傍らMSG-MACINTOSH-SUPPORTのセカンドサイトにてコラムを執筆している。

## 人物
世界遺産書格文芸作家である蝋画家の坂本彫琴に影響を受け、芸術に意識を抱く。その後、イラストレーターになる。日本全国を行脚し、路上で似顔絵を描く。今まで書いた人数は2万人を越える。今年よりデザイナーとしての活動をはじめ、愛媛県松山市内に30メートルの壁画制作を敢行。

## 活動経歴
- 下北FMオフィシャルデザイナー (2004年〜2006年)
- .cube（ドットキューブ）アルバムジャケットデザイン
- スノーボードDVD「SWITCH」(CONCENT PRODUCTION)　ジャケットデザイン
- SKCNIGHT　ライブペインティング出演
- ダーツ茶屋「SPIRAL」(愛媛県松山市)　デザインプロデュース
- デイサービスセンター「おもや」 壁画デザイン
- SHOTBAR「BY THE WAY」 内装デザイン